# Das gestohlene Luftschiff
Das gestohlene Luftschiff ist ein Film von Regisseur Karel Zeman, gedreht im Jahr 1966 in der ČSSR. Er basiert vor allem auf dem Roman Zwei Jahre Ferien (Originaltitel: Deux ans de vacances) von Jules Verne, verarbeitet aber zusätzlich weitere Motive und Figuren des französischen Schriftstellers. Der Film besteht sowohl aus Realfilmsequenzen, als auch aus Collageanimationen. Er ist ganz in Sepia gehalten und visualisiert besonders die Atmosphäre des ausgehenden 19. Jahrhunderts.

## Handlung

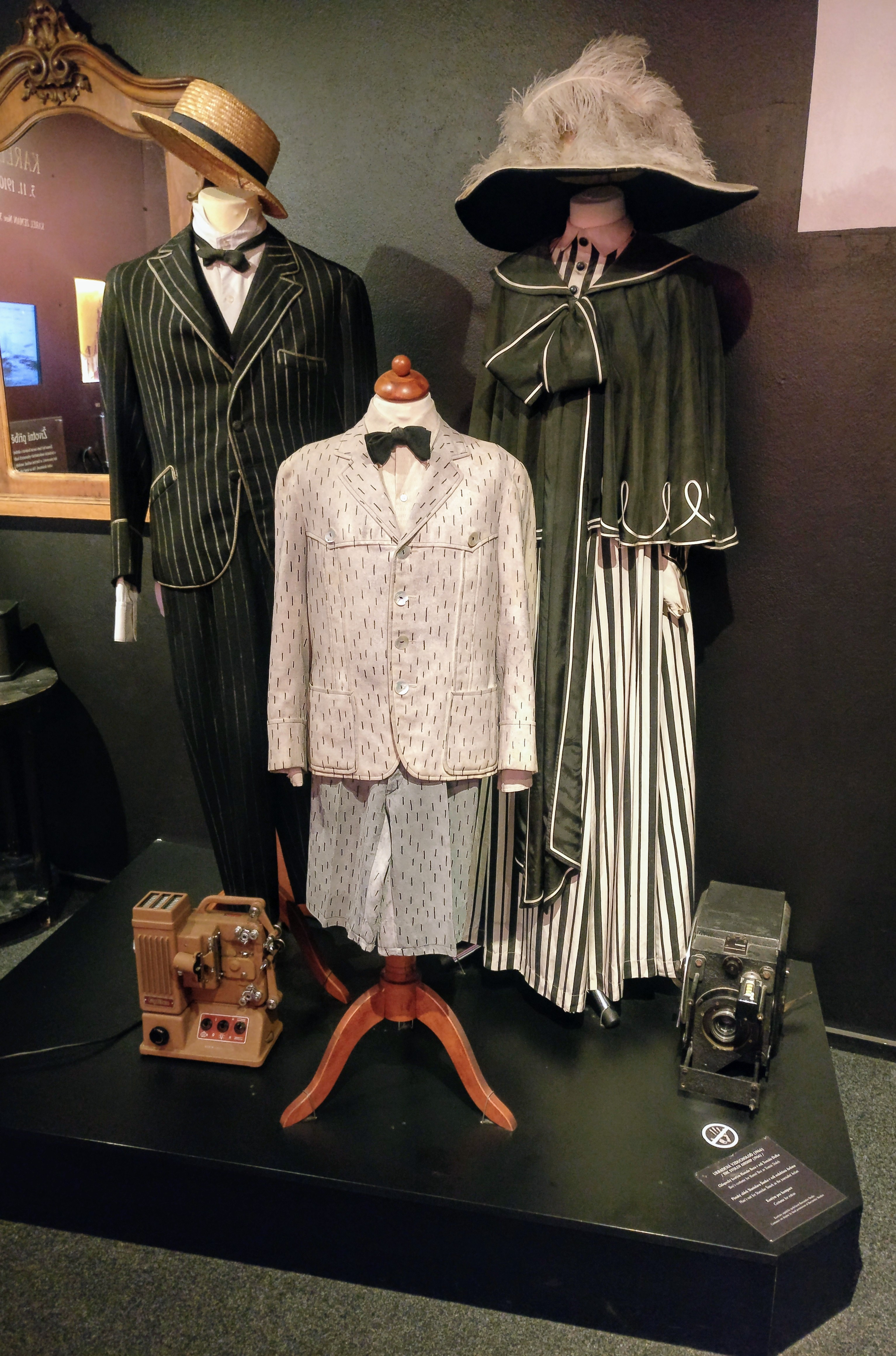
Kostüme

Während einer Luftfahrtausstellung in Prag entführen fünf Jungen ein Luftschiff. Da der Ballon angeblich mit explosionssicherem Gas gefüllt ist, werden die Kinder von Vertretern der Weltmächte verfolgt, die großes Interesse an dem Gas besitzen. Das Luftschiff wird auf eine einsame Insel getrieben.
Neben Kapitän Nemo treffen die Jungen während ihrer Reise auf weitere Figuren, die aus verschiedenen Jules-Verne-Romanen bekannt sind.

## Uraufführungen
- Tschechoslowakei: 28. April 1967
- DDR: 29. September 1967[1]

## Kritiken
„Einfallsreicher und unterhaltsamer Abenteuerfilm, der Trick- und Realszenen zu einer originellen Erzählweise kombiniert.“